# Gillies Mackinnon
Gillies Mackinnon (ur. 8 stycznia 1948 w Glasgow, Szkocja, Wielka Brytania) – szkocki reżyser i scenarzysta.

## Życiorys
Mackinnon początkowo studiował malarstwo ścienne w School of Art, ale przeniósł się do Londynu i ukończył National Film and Television School. Jego film dyplomowy zdobył kilka nagród, m.in. na festiwalu w Edynburgu. Tam też nagradzane były inne jego filmy.
Jest bratem scenarzysty i producenta Billy'ego Mackinnona. Zrealizował z nim film W stronę Marrakeszu.
W 2003 roku został nagrodzony Nagrodą Specjalną im. Manfreda Salzgebera za film Pure.

## Filmografia

### Reżyseria
- 2007: The History of Mr Polly
- 2007: The Adventures of Young Indiana Jones: Love's Sweet Song
- 2006: Flesh and Blood
- 2005: The Snow Goose
- 2005: Tara Road
- 2002: Pure
- 2001: Eskapista (The Escapist)
- 2000: Ostatnia seksbomba (The Last of the Blonde Bombshells)
- 1998: W stronę Marrakeszu (Hideous Kinky)
- 1997: Senatorium poetów (Regeneration)
- 1996: Trojan Eddie
- 1996: Small Faces
- 1994: Uśmiech losu (A Simple Twist of Fate)
- 1992: Wędrowna trupa (The Playboys)
- 1991: The Grass Arena

### Scenariusz
- 1996: Small Faces